# Darya-ye Noor

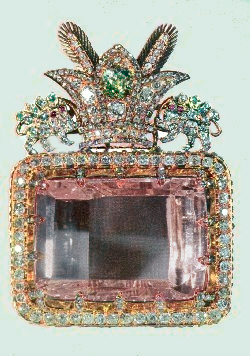
Darya-e Noor-Diamant

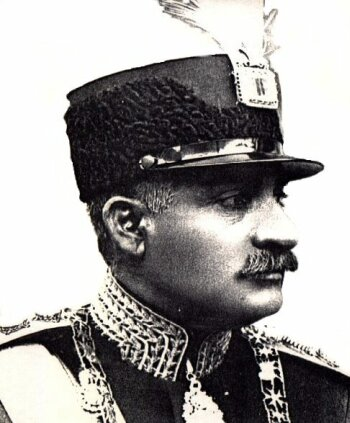
Der iranische Kaiser Reza Schah Pahlavi mit dem Diamanten Darya-ye Noor an seiner Uniform

Darya-ye Noor („See des Lichts“ oder „Ozean des Lichts“, auch Darya-i-Noor, Darya-e Noor, Daria-i-Noor, Darya-i-Nur und Daryā-ye nūr geschrieben) ist ein rosafarbener Diamant.
Sein Gewicht variiert je nach Quelle zwischen 182 und 186 Karat (etwa 36 bis 37 g). Seine Größe beträgt 41,40 × 29,50 × 12,15 mm. Er befindet sich unter den iranischen Kronjuwelen in der Iranischen Zentralbank in Teheran. Eine der Facetten ist mit den Worten „al-Solṭān sÂāḥeb-qerān Fatḥ-ʿAlī Šāh Qājār 1250“ beschriftet.
Ein deutlich kleinerer Diamant gleichen Namens und mit ähnlicher Beschreibung wird in der Sonali Bank in Dhaka, Bangladesch, aufbewahrt.

## Geschichte
Der Diamant wurde in einer Mine im indischen Golkonda gefunden, die den Großmoguln gehörte. 
1739 besetzte Nadir Schah, Schah von Persien, Delhi. Gegen die Rückgabe der Krone an den besiegten indischen Herrscher erhielt er den Juwelenschatz der Mogul-Kaiser, zu welchem „Darya-ye Noor“ gehörte. Der Diamant gelangte nach Persien, wo er Teil der Iranischen Kronjuwelen wurde.